# Un violador en el teu camí
Un violador en el teu camí (en castellà: Un violador en tu camino) és una performance de protesta creada pel col·lectiu feminista LASTESIS de Valparaíso, a Xile com una protesta en contra de les violacions als drets de les dones en les protestes que es realitzen en aquest país.
La representació artística va ser interpretada per primera vegada enfront de la Segona Comissaria de Carabiners de Xile a Valparaíso el 18 de novembre de 2019. En la segona interpretació van assistir 2.000 dones xilenes, es va realitzar al 25 de novembre de 2019 com a part del Dia Internacional de l'Eliminació de la Violència contra la Dona, aquesta performance va ser gravada en vídeo i es va viralitzar a les xarxes socials. S'ha difós de forma mundial, després que moviments feministes d'Alemanya, Argentina, Colòmbia, França, Espanya, Estats Units, Mèxic, Paraguai, Regne Unit, República Dominicana i Uruguai van adoptar i van traduir la performance per poder acompanyar a les seves protestes i reivindicar demandes locals pel cessament i càstig de feminicidis i violència sexual, entre d'altres.

## Descripció
Un violador en el teu camí és una creació del col·lectiu feminista LASTESIS integrat per les xilenes Lea Cáceres, Paula Cometa, Sibila Sotomayor i Daffne Valdés. Consisteix en una performance urbana interpretada per dones de totes les edats amb els ulls embenats amb teles negres i amb un mocador verd. Les intèrprets s'acomoden en línies i realitzen una coreografia cantant una cançó contra el patriarcat i les principals formes de violència cap a les dones com l'assetjament de carrer, abús i la violació sexual, el femicidi, la desaparició forçada de les dones i la falta de justícia criticant a la societat i als poders executiu i judicial dels països on s'ha interpretat per la inactivitat davant els delictes comesos i la impunitat assenyalant-los com a còmplices dels mateixos amb la frase "el violador ets tu". Una de les estrofes és una paròdia de l'himne de Carabiners de Xile.
Les creadores de la lletra de la cançó van realitzar una recerca sobre la situació dels drets de les dones al món i van basar el text en aquest fet, creant un recurs artístic que permetés comunicar fàcilment en públic les principals tesis del feminisme i les seves demandes, d'aquí sorgeix el nom del col·lectiu, Les Tesis. Per donar suport a la rèplica el col·lectiu va crear vídeos a Youtube on van explicar la coreografia i van crear una identitat visual que van publicar a Instagram.

### Lletra
Per a la realització del text van incloure frases relacionades amb l'assetjament i la violència sexual cap a les dones, tals com “la culpa no era meva, ni on estava ni com vestia”, “el violador ets tu”, “Són els pacos (policies). Els jutges. L'Estat. El president. L'Estat opressor és un mascle violador. L'Estat opressor és un mascle violador. El violador eres tu.”
La lletra original és la següent:
"El patriarcado es un juez, que nos juzga por nacer y nuestro castigo es la violencia que no ves.
El patriarcado es un juez, que nos juzga por nacer y nuestro castigo es la violencia que ya ves.
Es feminicidio.
Impunidad para el asesino.
Es la desaparición.
Es la violación.
Y la culpa no era mía, ni dónde estaba, ni cómo vestía.
Y la culpa no era mía, ni dónde estaba, ni cómo vestía.
Y la culpa no era mía, ni dónde estaba, ni cómo vestía.
Y la culpa no era mía, ni dónde estaba, ni cómo vestía.
El violador eras tú.
El violador eres tú.
Son los pacos (policías).
Los jueces.
El estado.
El presidente.
El estado opresor es un macho violador.
El estado opresor es un macho violador.
El violador eras tú.
El violador eres tú.
Duerme tranquila niña inocente, sin preocuparte del bandolero, que por tus sueños dulce y sonriente vela tu amante carabinero.
El violador eres tú.
El violador eres tú.
El violador eres tú.
El violador eres tú".

## Cronologia
El 18 de novembre de 2019 el col·lectiu LASTESIS va realitzar la primera interpretació d'Un violador en el teu camí enfront de la Segona Comissaria de Carabiners de Xile en protesta per les violacions als drets de les dones per l'estat, l'exèrcit i Carabiners davant la major crisi social en la democràcia d'aquest país. El 25 de novembre la cançó es va fer popular a Xile quan més de 2.000 manifestants van interpretar la performance davant del Palau de la Moneda per denunciar la violència de gènere comesa per les institucions de l'estat xilè. El vídeo, gravat per una professora de la Universitat de Xile, va aconseguir ràpidament milions de reproduccions. Una nova protesta massiva amb Un violador en el teu camí es va tenir lloc el 28 de novembre davant de les oficines del Ministeri de la Dona i Equitat de Gènere del govern xilè per exigir la renúncia del seu titular, Isabel Plá. Després de l'èxit del performance el col·lectiu Les Tesis va cridar a una acció global utilitzant la seva creació.

### Interpretacions al món
Feministes i col·lectius de feministes organitzen protestes basades en aquest performance replicant-ho i adaptant la lletra original als seus propis contextos. Es té registre de la seva realització en espais públics dels països i ciutats següents:
- Alemanya: Berlín
- Anglaterra: Bristol, Londres
- Argentina: Buenos Aires[15]
- País Basc: Bera,[16] Bilbao,[17] Sant Sebastià,[18] Pamplona[19]
- Països Catalans: Barcelona,[20] Palma,[21] Vic[21] Tremp[22]
- Colòmbia: Bogotà
- El Salvador: San Salvador[23]
- Espanya: Madrid, Oviedo[24]
- Estats Units: Nova York, San Juan[25]
- França: París[26]
- Mèxic: Aguascalientes, Cancún, Ciutat de Mèxic, Ecatepec, Guadalajara, León, Mérida, Monterrey,[27] Morelia, Oaxaca, Puebla, Querétaro,[28]Saltillo, Torreón, Toluca, Tampico[29][30][31][32][33]
- Paraguai: Asunción
- Portugal: Lisboa, Algarve
- República Dominicana: Santo Domingo[34]
- Turquia: Istanbul
- Uruguai: Montevideo
- Xile: Antofagasta,[35]Chillán, Concepción, Santiago de Xile, Valparaíso[5]

## Impacte social
Després de la protesta l'alcaldessa de la Ciutat de Mèxic es va solidaritzar amb les manifestants que van realitzar Un violador en el teu camí i va indicar que el seu govern treballa a garantir justícia a les dones.